# Rebilus lugubris
Espèce
Synonymes
- Hemicloea lugubris Koch, 1875

Rebilus lugubris est une espèce d'araignées aranéomorphes de la famille des Trachycosmidae.

## Distribution
Cette espèce est endémique du Queensland en Australie. Elle se rencontre de Bowen à Ipswich.

## Description
Le mâle décrit par Platnick en 2002 mesure 17 mm et la femelle 14 mm.

## Systématique et taxinomie
Cette espèce a été décrite sous le protonyme Hemicloea lugubris par L. Koch en 1875. Elle est placée dans le genre Rebilus par Simon en 1880.

## Publication originale
- L. Koch, 1875 : Die Arachniden Australiens. Nürnberg, vol. 1, p. 577-740 (texte intégral).